# Liliana Allen
Liliana Allen, född den 24 mars 1970 i Holguín på Kuba, är en mexikansk före detta friidrottare som tävlade i kortdistanslöpning. Hon tävlade för Kuba fram till och med 1998 då hon blev medborgare i Mexico.
Allens främsta merit är från de regionala mästerskapen. I de Panamerikanska spelen vann hon guld på både 100 och 200 meter 1991. 1995 försvarade hon sitt guld på 200 meter och slutade tvåa på 100 meter.
Vid internationella mästerskap blev hon bronsmedaljör på 60 meter vid inomhus-VM 1991. Hon har tre gånger slutat på fjärde plats på 60 meter vid inomhus-VM (1989, 1993 och 1995).
Hon var i final på 100 meter vid Olympiska sommarspelen 1992 då hon slutade åtta. Samma placering nådde hon vid VM 1993 i Stuttgart.

## Personliga rekord
- 60 meter - 7,08 från 2000
- 100 meter - 11,09 från 1999
- 200 meter - 22,72 från 1994